# Pont Madeleine-Parent
Le pont Madeleine-Parent est un pont routier situé à Beauharnois au Québec (Canada). Il enjambe le canal de Beauharnois et la voie maritime du Saint-Laurent. Il dessert la région administrative de la Montérégie.

## Toponymie
Le pont est nommé en l'honneur de Madeleine Parent (1918-2012), syndicaliste et féministe québécoise qui joue un rôle important dans plusieurs mouvements grévistes et manifestations des années 1940 et 1950 dans l'industrie textile du Québec. Elle continuera plus tard dans sa vie de s'impliquer dans des mouvements en faveur des droits des femmes, des immigrantes et des autochtones.
Cette désignation est officielle depuis son adoption par la Commission de toponymie du Québec le 5 décembre 2013. En avril 2013, la Ville de Beauharnois avait suggéré que le pont soit nommé « Pont Charles-de-Beauharnois », du nom du pionnier qui donna son nom à la ville, mais cette suggestion a été rejetée. La Commission de toponymie a préféré le nom actuel à la suite d'une pétition lancée par des citoyens de la région qui avait obtenu l'appui de groupes communautaires, de centres de femmes, de plusieurs syndicats, du parti Québec solidaire qui avait amené la pétition sur le site de l'Assemblée nationale, ainsi que de l'Intersyndicale des femmes, un organisme regroupant plus de 450 000 membres.

## Caractéristiques
Le pont est en fait constitué de deux ponts en poutre-caisson jumeaux identiques et indépendants, séparés de quelques mètres. La construction débuta en 2009 pour se terminer fin 2012, juste à temps pour l'ouverture du pont à la circulation. On utilisa pour la construction la technique du « pont lancé », par laquelle les caissons sont assemblés à une extrémité et sont déposés progressivement de pile en pile pour finalement atteindre l'autre rive. Il s'agit d'un des plus longs ponts du monde qui fut construit de cette façon.
Le pont est la propriété de Nouvelle Autoroute 30 s.e.n.c., une société privée qui administre le pont en partenariat public-privé avec le gouvernement du Québec, tout comme le reste de l'autoroute 30 entre La Prairie et Vaudreuil-Dorion.

## Circulation
Le pont est emprunté par l'autoroute 30. Il comporte six voies de circulation, soit trois voies par travée. Alors que l'autoroute est à quatre voies de circulation, soit deux par travée, sur le reste de son trajet, une voie a été ajoutée pour permettre aux véhicules lourds plus lents de ne pas obstruer la circulation durant la longue montée du pont.